# An Early Frost
An Early Frost (br: AIDS: Aconteceu comigo) é um filme estadunidense de 1985, do gênero drama, dirigido por John Erman.
Foi o primeiro grande filme estado-unidense a lidar com o tópico de HIV/AIDS. Feito para a rede de televisão NBC, foi transmitido primeiramente na noite de 11 de novembro de 1985.

## Sinopse
Michael Pierson é um advogado homossexual de Chicago que vai para a casa de seus pais contar que é homossexual e é portador do vírus HIV.

## Elenco
- Aidan Quinn .... Michael Pierson
- Gena Rowlands .... mãe de Michael
- Ben Gazzara .... pai de Michael
- Sylvia Sidney
- D.W. Moffett
- John Glover
- Bill Paxton

## Recepção
Tom Shales, crítico de televisão do Washington Post, escreveu que An Early Frost era "o filme televisivo mais importante do ano". No entanto, ele criticou que o personagem de Quinn "foi criado de maneira tão fora do estereótipo homossexual que pode-se questionar que ele é estereotipicamente sem estereótipos".
O filme foi o programa mais assistido na televisão estado-unidense durante a noite em que foi transmitido. Venceu um Globo de Ouro e quatro prêmios Emmys. Apesar de todo o sucesso de crítica e público, a NBC perdeu mais de meio milhão de dólares ao transmitir o filme; os anunciantes desistiram de patrocinar o filme devido ao seu conteúdo. O filme foi exibido apenas uma semana após a morte do astro Rock Hudson, o que levantou grande interesse do público pela doença.
Até meados da década de 1990, a AIDS ainda era considerada tabu pelas três maiores redes de televisão dos EUA; no entanto, a transmissão deste filme fez com que episódios de seriados como St. Elsewhere, Mr. Belvedere e Hotel decidissem lidar com AIDS, e o canal pago Showtime produziu As Is, um filme sobre o tópico. O filme pavimentou o caminho para outros lidarem com o tópico, como Longtime Companion (1990) e Philadelphia (1993).

## Prêmios
Directors Guild of America
- Melhor direção de um especial de televisão dramático

Emmy Awards
- Melhor fotografia para uma minissérie ou programa especial
- Melhor edição de uma minissérie ou programa especial
- Melhor mixagem de som para uma minissérie ou programa especial
- Melhor roteiro de uma minissérie ou programa especial

Globo de Ouro
- Melhor atriz coadjuvante num seriado, minissérie ou filme feito para a televisão (Sylvia Sidney)

Peabody Award
- Prêmio Peabody de 1986